# 날쌘캥거루쥐
날쌘캥거루쥐(Dipodomys agilis)는 주머니생쥐과에 속하는 설치류의 일종이다. 멕시코 바하칼리포르니아주와 미국 캘리포니아주 남부에서 발견된다.

## 아종
2종의 아종이 알려져 있다.
- D. a. agilis
- D. a. perplexus